# 나탈리 (2003년 영화)
《나탈리》(프랑스어: Nathalie...)는 프랑스와 스페인에서 제작한 안 퐁텐 감독의 2003년 영화이다. 파니 아르당 등이 주연으로 출연하였고 알랭 사르드 등이 제작에 참여하였다.

## 출연

### 주연
- 파니 아르당
- 에마뉘엘 베아르
- 제라르 드파르디외
- 블라디미르 요르다노프
- 쥐디트 마그르
- 로돌프 폴리
- 에블린 당드리

### 조연
- 아리 불로뉴
- 오로르 오퇴유
- 마리 아당
- 마르크 리우폴
- 프뤼당스 마이두

## 기타
- 미술: 미셸 바르텔레미
- 의상: 파스칼린 샤반
- 배역: 리샤르 루소